# Micromysticetus
Micromysticetus és un gènere extint de cetacis de la família dels eomisticètids que visqueren a l'oceà Atlàntic durant l'Oligocè superior. Se n'han trobat restes fòssils a Alemanya i els Estats Units. La seva classificació és incerta: s'ha proposat situar-lo en una família a part, la dels cetoteriòpsids, però el registre fòssil no permet establir amb certesa si aquest últim és un tàxon vàlid. Les espècies d'aquest grup eren més petites que Cetotheriopsis, un parent proper seu. El nom genèric Micromysticetus significa 'balena barbada petita'.